# Ana Margarida Arruda
Ana Margarida Arruda (n. Oporto (Portugal); 1955) es una historiadora y arqueóloga portuguesa especializada en la Arqueología fenicio-púnica.

## Biografía
Ana Margarida Arruda se licenció en Historia en 1978, en la Facultad de Letras de la Universidad de Lisboa, donde se doctoró en Arqueología en 2000 y donde trabaja como profesora e investigadora desde 1993, habiendo estado colaborando en calidad de profesora o investigadora en distintos momentos en otros centros como la Universidad Complutense de Madrid, la Universidad de Sevilla o la Universidad Pompeu i Fabra de Barcelona en España y las universidades de Toulouse y de Paris 1 (La Sorbona) en Francia.
La profesora Arruda ha participado o estudiado en profundidad, la mayoría de las excavaciones que se han hecho en Portugal en este horizonte cultural y es experta en la colonización fenicia, como los yacimientos arqueológicos de Santa Olaia, Abul, Alcaçova de Santarém, Castillo de Castromarín, Conímbriga, Setúbal, entre otros.
La Dra. Arruda defiende la presencia fenicia en Portugal desde el inicio del I milenio antes de Cristo, de carácter eminentemente litoral, señalando la mayor antigüedad de los yacimientos de Santarém y Conímbriga respecto a los de Santa Olaia y Abul, motivada especialmente por el comercio, sin descartar la búsqueda de los recursos metalúrgicos de Portugal, aunque no descarta la propuesta del profesor Francisco José Moreno Arrastio sobre el interés fenicio por el reclutamiento de esclavos. Lo que generaría desigualdades regionales y asimetrías culturales entre indígenas y colonizadores, adhiriéndose a las tesis del profesor Fernando López Pardo, sobre factorías, colonias y barrios orientales en poblados indígenas. Aunque rechaza las tesis de colonización agrícola de Carlos González Wagner y Jaime Alvar Ezquerra para la forma de colonización fenicia en Portugal.